# Ludologi
Ludologi (av latin ludo, "spela", och grekiska -logia, "lära", "vetenskap") är studiet av spel. Begreppet skapades i slutet av 1990-talet av den uruguayanske spelkonstruktören och teoretikern Gonzalo Frasca.
Datorspel har under de första åren av dess existens i brist på erfarenhet analyserats med samma termer och begrepp som vanligtvis används vid analys av film- och TV-produktioner. TV- och datorspel har till skillnad från de flesta film- och TV-produktioner ett betydande inslag av interaktivitet vilket i stället låter sig beskrivas mer precist med hjälp av termer och begrepp som ryms inom ludologin.
En sammanställning av spel skapade av till exempel en person eller ett företag kallas ludografi, jämför med diskografi.